# Astérix (satellite)
Pour les articles homonymes, voir Astérix (homonymie).
Astérix est le premier satellite artificiel français lancé le 26 novembre 1965 à 15 h 47 min 21 s heure de Paris par une fusée Diamant-A depuis le Centre interarmées d'essais d'engins spéciaux d'Hammaguir, en Algérie. Grâce à ce lancement réalisé par le Centre national d'études spatiales (CNES), la France devient la troisième puissance à effectuer une mise en orbite de manière autonome avec un lanceur national, mais la sixième nation à posséder un satellite en orbite après l'Union soviétique (Spoutnik 1, 1957), les États-Unis (Explorer 1, 1958), le Royaume-Uni (Ariel 1, 1962), le Canada (Alouette 1, 1962) et l'Italie (San Marco 1, 1964).

## Contexte
Le président Charles de Gaulle, convaincu de l'importance stratégique de l'arme nucléaire, décide, après l'échec de négociations avec les États-Unis, que la France développera de manière autonome un missile balistique porteur de l'arme atomique. Il fait créer la Société pour l'étude et la réalisation d'engins balistiques (SEREB), société de droit privé financée par le ministère de la Défense, qui doit jouer le rôle de maître d'œuvre dans la réalisation de cette nouvelle arme. Conséquence de la course à l'espace lancée par l'Union des républiques socialistes soviétiques et les États-Unis, le général de Gaulle décide le 7 janvier 1959 de créer le Comité de Recherches Spatiales (CRS) chargé d'étudier le rôle que la France peut jouer dans ce nouveau domaine. En juin 1960 les ingénieurs de la SEREB réalisent « sous le manteau » une pré-étude de ce qui allait devenir la fusée Diamant. Le 2 août 1961 le général de Gaulle, qui a pris connaissance de l'étude de la SEREB, décide de profiter de l'occasion de construire un lanceur de satellites à faible coût : il donne son feu vert à la construction du lanceur Diamant. Il annonce par ailleurs la création d'une agence spatiale, le Centre national d'études spatiales (CNES).
La fusée Diamant s'appuie sur les développements effectués pour le missile stratégique : elle est constituée d'un premier étage doté d'un moteur à ergols liquides de 28 tonnes de poussée développé par le Laboratoire de recherches balistiques et aérodynamiques (LRBA) et de deux étages à propergols solides. Le 3e étage non piloté (mais stabilisé par mise en rotation de l'ensemble deuxième et troisième étages avant leur séparation) développé spécifiquement pour le lanceur civil doit permettre la satellisation d'un satellite de 50 à 80 kg. Quatre tirs sont planifiés à compter de 1965. Pour permettre la mise au point du missile et du lanceur Diamant, le SEREB lance en 1961 le programme dit des « Pierres Précieuses » : entre 1961 et 1965 toutes les connaissances nécessaires pour la réalisation d'un missile à longue portée ainsi que d'un lanceur de satellite sont méthodiquement acquises.
La responsabilité de la conception des satellites que doit emporter la fusée Diamant — dont le futur satellite Astérix — est confiée au SEREB. Le CNES n'est pas retenu car, ayant ouvert ses portes en mars 1962, il est considéré comme un simple comité de coordination par de nombreux responsables. Néanmoins, grâce aux contacts pris avec l'agence spatiale américaine, la NASA, par son responsable technique et scientifique Jacques Blamont, le CNES négocie la réalisation par ses soins d'un autre satellite scientifique français nommé FR-1, que les américains acceptent de lancer quelques jours après le lancement d'Astérix par la France.

## Caractéristiques techniques

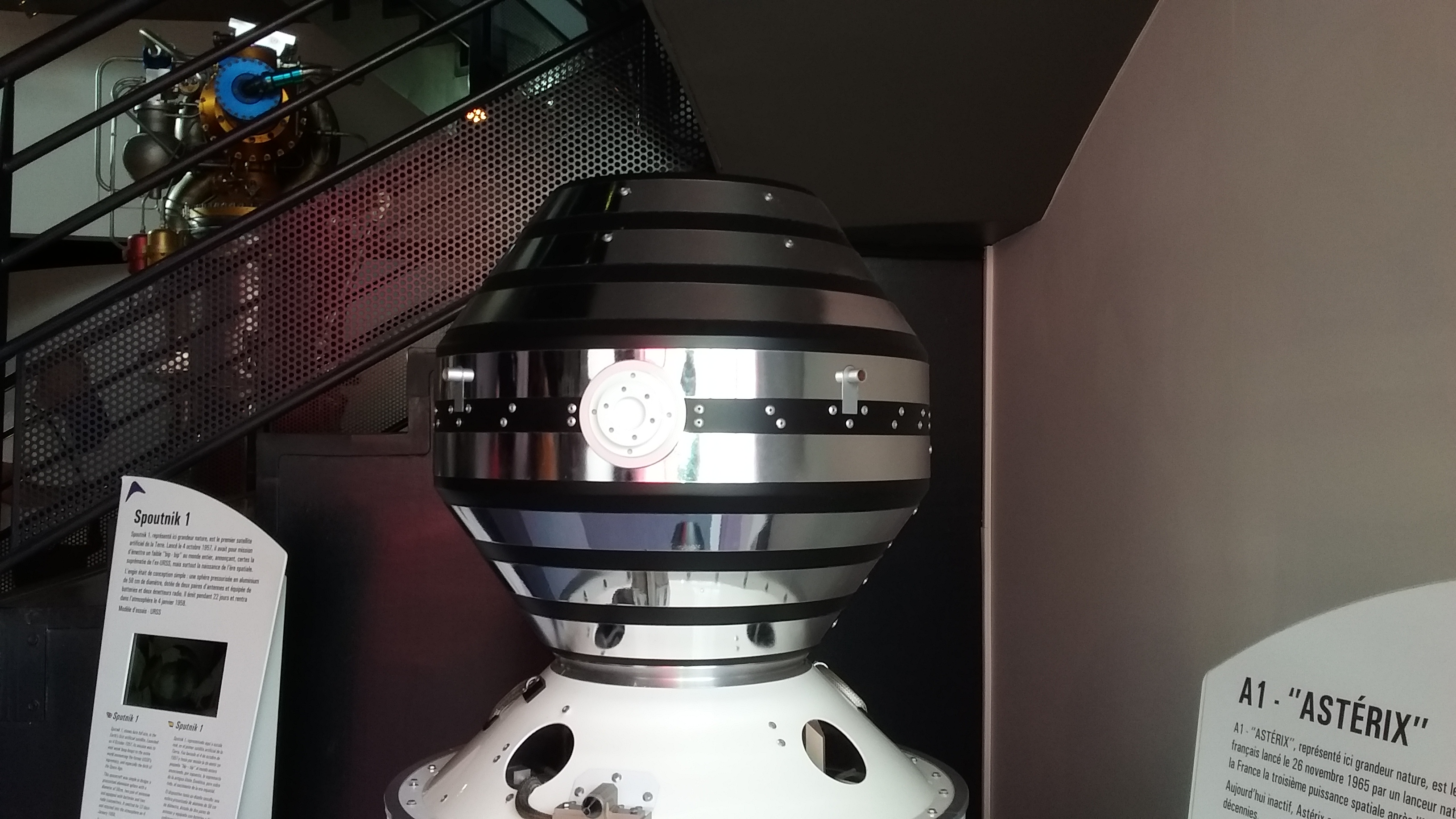
Satellite Astérix, sur son adaptateur de vol

Le SEREB confie la fabrication du satellite Astérix à la société Matra, par ailleurs constructeur de la case à équipements du lanceur Diamant. Le satellite, d'une masse de 40 kg, est haut de 54 cm pour un diamètre maximum de 55 cm. Il ne comporte aucun équipement scientifique mais est seulement destiné à vérifier les performances du lanceur. Il emporte un répondeur radar et un système de transmission de télémesures qui fournit notamment les accélérations verticales et horizontales ainsi que la vitesse angulaire. La séparation avec le troisième étage est réalisée par un dispositif pyrotechnique. Quatre antennes, repliées au départ, sont déployées après l'éjection de la coiffe de la fusée pour permettre la transmission des télémesures.

## Déroulement de la mission

Déclin d'orbite d'Astérix de 1966 à 2021.

Le premier tir de la fusée Diamant A1, qui emporte le premier satellite français, est réalisé le 26 novembre 1965 depuis le site d'Hammaguir. Le lancement est un succès. Le satellite est placé en orbite mais, ses antennes ayant été endommagées au moment de la séparation de la coiffe, l'émetteur radio d'Astérix reste muet,. Les radars de suivi américains permettront de confirmer que la satellisation s'est bien effectuée. Le satellite est placé sur une orbite basse elliptique avec un périgée de 527 km, un apogée de 1 697 km et une inclinaison de 34,3°. La période orbitale est de 107,5 minutes. Grâce à ce lancement la France devient la troisième puissance spatiale capable de placer en orbite un satellite artificiel après l'Union soviétique et les États-Unis. La France devient le sixième pays à disposer d'un satellite en orbite après l'Union soviétique, les États-Unis, le Royaume-Uni, le Canada et l'Italie.
Quelques jours plus tard la satellisation du satellite FR-1 par une fusée américaine Scout vient couronner cette réussite qui fait de la France la troisième puissance spatiale. Le CNES réussit à imposer ses satellites D1 sur les trois tirs suivants qui ont lieu en 1966 et 1967. Le lancement devait avoir lieu huit jours avant le premier tour de la première élection présidentielle au suffrage universel en France. Le ministre français des armées Pierre Messmer craignait l'impact d'un éventuel échec sur les élections, mais le général de Gaulle lui indiqua que le lancement pouvait être tenté.
En raison du périgée relativement élevé de son orbite initiale, Astérix ne devrait rentrer dans l'atmosphère terrestre que dans plusieurs siècles. Astérix est référencé dans le catalogue des Two-Line Elements de la NORAD sous la désignation 1965-096A.

## Appellation
Le nom du satellite était à l'origine A-1  (A pour armée). Après la réussite du lancement, il fut renommé Astérix en l'honneur du héros de la bande dessinée Astérix le Gaulois. Le premier satellite lancé par la fusée Ariane, le 24 décembre 1979 fut surnommé Obélix. Il pesait 1 600 kg. Son nom officiel était CAT-1 (Capsule Ariane Technologique).
Pour célébrer l’événement, les Postes et Télécommunications émettent le 30 novembre 1965 en métropole un triptyque composé de deux timbres-poste et d'une vignette centrale. Le premier timbre représente la fusée Diamant au décollage, le second le satellite A1 en orbite. Ce même triptyque est émis surchargé en francs CFA à La Réunion et avec des valeurs et des couleurs différentes dans les sept territoires d'outre-mer (Comores, Côte des Somalis, Nouvelle-Calédonie, Polynésie française, Saint-Pierre-et-Miquelon, Terres australes et antarctiques françaises et Wallis-et-Futuna) entre janvier et mars 1966.